# José Perlaza
José Luis Perlaza Napa (Esmeraldas, 6 ottobre 1981) è un ex calciatore ecuadoriano, di ruolo difensore.